# Humán metapneumovírus
A humán metapneumovírus (HMPV vagy hMPV) a Pneumoviridae családba tartozó, negatív szenzitású, egyszálú RNS-vírus, amely közeli rokonságban áll az úgynevezett madár metapneumovírus (AMPV) C alcsoportjával. Először 2001-ben izolálták Hollandiában a RAP-PCR (RNS-alapú tetszőleges primerű PCR) technikával kitenyésztett, sejtekben növekvő, ismeretlen vírusok azonosítása során.  2016-ban ez volt a második leggyakoribb oka a vizsgálatok szerint (az RSV-vírus után) az egyébként egészséges, 5 év alatti gyermekek akut légúti megbetegedésének egy nagy amerikai járóbeteg-klinikán.
A HMPV klinikai jellemzői és ezen betegség súlyossága hasonló az RSV víruséhoz. A HMPV az idős felnőttek és fiatal csecsemők betegségeinek is fontos oka.

## Rendszertan
| Nemzetség       | Faj                     | Vírus (rövidítés)            | NCBI-rendszertaniazonosító |
| --------------- | ----------------------- | ---------------------------- | -------------------------- |
| Metapneumovirus | Metapneumovirus avis    | madár-metapneumovírus (AMPV) | 38525                      |
| Metapneumovirus | metapneumovirus hominis | Humán metapneumovírus (HMPV) | 162145                     |

## Felfedezés és név
A humán metapneumovírust Bernadette G. van den Hoogen és kollégái fedezték fel 2001-ben. Először 28 gyerek légzőrendszere által kibocsátott anyagból izolálták, és a többi korábban ismert gyakori légzőrendszer-fertőző vírustól eltért, mivel az általuk használt módszerek (például vírusspecifikus antitesteken alapuló immunológiai assay-k és vírusgenom-specifikus primereket használó PCR-módszerek) csak ismert vírusok tesztelésére voltak alkalmasak, így nem lehetett az új vírust azonosítani. Csak a molekuláris biológiai technikák megjelenésekor derültek ki genetikai jellemzői és genomszakaszai, ilyenek például a véletlenszerű PCR-technika, mely korlátozott szekvenciaadatokat adott, de lehetővé tette az új vírus és a madár-metapneumovírus közti kapcsolat igazolását. Az AMPV-hez való közeli kapcsolat miatt e vírust humán metapneumovírusnak nevezték el, metapneumovírusok közti helye és emberi gazdája alapján.

## Epidemiológia
Egy járóbeteg-klinikán a más megbetegedés nélküli gyermekek 12%-ában volt jelen, az 5 éven aluli közösségben szerzett tüdőgyulladásos gyermekek 15, az 5 éven felüliek 8%-ában mutatták ki 2010–2012 közt. A vírus világszerte megtalálható, mérsékelt övezetben elterjedése szezonális, és az RSV-t és az influenzavírust követi tél végén, tavasz elején. Szerológiai tanulmányok szerint 5 éves korra a legtöbb gyermek kapcsolatba kerül a vírussal. Ennek ellenére idősebb gyermekekben és felnőttekben gyakori az újrafertőződés. Enyhe felső légúti megbetegedést okozhat. Azonban a koraszülöttek, az immunhiányosak és a 65 év felettiek súlyosabb, akár kórházi beavatkozást is igénylő megbetegedést is okozhat. Egyes ilyen esetekben közel olyan gyakori és súlyos az idősebbekben, mint az influenza. Súlyosabb a betegség asztmás és krónikus obstruktív tüdőbetegséggel (COPD) élő személyekben. Több járvány ismert hosszútávú gondozóházakban gyermekeknél és felnőtteknél is, alkalmanként áldozatokkal is.

## Genom

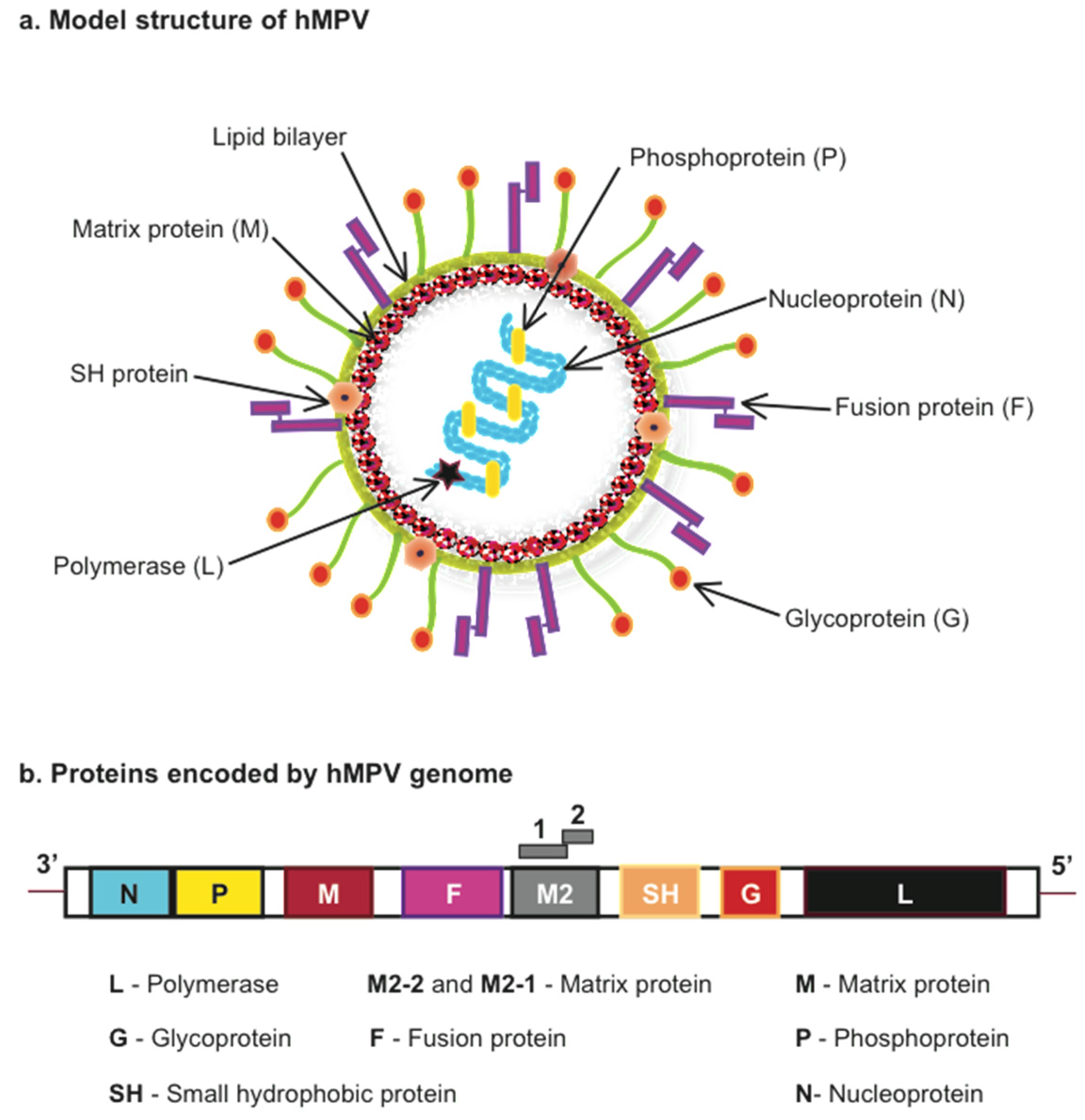
A hMPV szerkezete és az általa expresszált fehérjék; a: hMPV-modellszerkezet a b-vel jelölt genom által kódolt fehérjékkel.

Genomszerkezete hasonlít a RSV-hez, de nincsenek benne NS1 és NS2 gének. Antiszenz RNS-genomja 8 nyitott leolvasási kerettel rendelkezik, melyek sorrendje az RSV-étől kissé eltér (3’-N-P-M-F-M2-SH-G-L-5’). Genetikailag hasonlít a madár-metapneumovírus A-hoz, B-hez és különösen a C-hez. Filogenetikai elemzése 2 fő genetikai ágat (A, B) mutatott ki, bennük A1/A2 és B1/B2 alcsoportokkal. Az F és G gének genotipizálása alapján a B típus hosszabb köhögéssel és általános légúti tünetekkel függ össze, mint az A.

## Életciklus és szaporodás
Becslések szerint inkubációs időszaka 3–6 nap, és a mérsékelt övezetben gyakran tél végén és tavasszal aktív, átfedve az RSV- és influenzaszezonokkal, és lehetővé téve az ismétlődő fertőzést. 2012-ben a hMPV és replikációs ciklusa nem volt jól ismert. Egyes főbb lépéseit tanulmányozták víruséletciklusokon alapuló kísérletekkel és a Paramyxoviridae többi tagjának reproduktív mérésével.
A replikációs ciklus első lépése a gazdasejthez – a légúti epitélium egyik sejtjéhez – való kapcsolódás G-proteinnel. Ezen lebontatlan jelzőpeptidként és kapcsolatkönnyítő membránkapocsként működő hidrofób szakasz van, azonban mivel az e nélküli rekombináns vírusok is képesek in vitro és in vivo is replikálni, a replikációs ciklus többi szakaszához feltehetően nem kell e kapcsolódás.
Ezután a vírus- és gazdamembránok egyesülnek valószínűleg az F-protein által. Bár ez a többi Paramyxoviridae-taghoz hasonló, és az F-protein konformációváltozásai is részei, ehhez nem kell G-protein a család többi tagjához hasonlóan, ez megerősíti, hogy nincs szükség G-proteinre a hMPV-replikációsciklus későbbi szakaszaihoz. Az F-protein fúziós funkciója igazolja a gazdasejthez integrin αvβ1-gyel való kötés képességét arginilglicilaszparaginsav- (RGD) motívummal, ez okozhatja feltehetően a membránfúziót. Fő különbség a hMPV és más Paramyxoviridae-tagok fúziója közt, hogy a hMPV savas, a többi vírus semleges pH-n fuzionál, azonban további kutatások kellenek annak jobb ismeretéhez, hogy mi az eltérés a hMPV fúziójában, és miért jelent ez meg. Bár funkciója ismeretlen, az SH glikoprotein jelenléte nem befolyásolja a replikációs kinetikát, a citopátiás hatást vagy a plakk-képzést.
Egyesülés után az antiszenz vírus-RNS-t tartalmazó vírus-ribonukleoprotein (RNP) a sejtplazmába kerül, és mRNS- és antigenomikus cRNS-szintézishez templáttá válik. Ettől kezdve a hMPV-transzkripció ismerete az RSV-ről és más Paramyxoviridae-fajokról szóló ismeretből levezetett, például hogy a vezető és követő szekvenciák részben komplementerek, és transzkripciós promoterek. Az N, P és L fehérjék leválnak a vRNS-ről, és egymáshoz kötve polimerázkomplexet alkotnak, így a genom-RNS mátrix lehet a virális transzkripcióhoz és replikációhoz a sejtplazmában. A replikáció utolsó valamennyire ismert lépése a burok-glikoproteinek Golgi-készülékkel a membrán felhalmozódási zónáihoz való mozgatása, ahol a fertőzött sejtek felszínén csupasszá válnak. Így a fertőzött sejtek virális fúziós fehérjék által egyesülnek a szomszédos sejtekkel, terjesztve a vírus genomját. Az RNS- és vírusfehérje-szintézis utáni részek ismeretlenek, így további kutatást igényelnek.

## Virológia
A HMPV az orr és a tüdő epitél sejtjeit fertőzi. Feltehetően a glikoprotein és a heparán-szulfát és más glükózaminoglikánok közti kapcsolat útján fertőzi meg a sejteket. Az F-protein RGD-motívumot tartalmaz, mely aktiválja az RGD-kötő integrineket mint sejtreceptorokat, majd a sejtmembrán és a vírusburok egyesülését pH-függetlenül, feltehetően endoszóma révén mediálja. Ezután kemokin- és citokinválaszt – például IL–6, IFN–α, TNF–α, IL–2 és makrofág-gyulladásfehérjék – indukál, mely peribronchioláris és perivaszkuláris infiltrációt és gyulladást okoz.

## Kimutatás

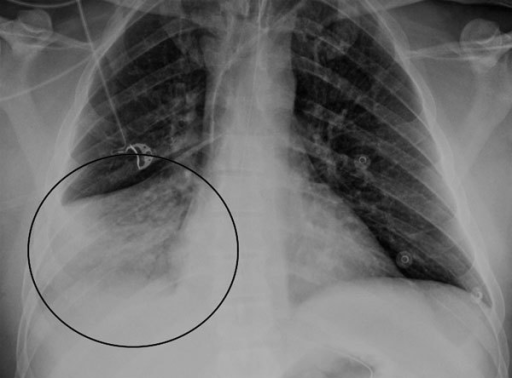
47 éves, encephalitisszal összefüggő humán metapneumovírusos ausztrál férfi frontális mellkasradiográfja. A jobb középső lebeny consolidatiója kompatibilis a pneumóniával.

A HMPV azonosítása elsősorban reverz transzkriptázos polimeráz-láncreakciós technológián alapul, mely közvetlenül a légúti példányokból kinyert RNS sokszorosításán alapul. Költséghatékonyabb alternatív nukleinsav-alapú módszerek például:
1. HMPV-antigének nasopharyngealis szekréciókból való kimutatása immunfluoreszcenciával
2. immunfluoreszcens festés monoklonális antitestekkel a HMPV nasopharyngealis szekréciókból és víruskultúrákból való kimutatásához
3. immunfluoreszcenciás assay-k HMPV-specifikus antitestek kimutatásához
4. poliklonális antitestek használata és izolációja sejtkultúrákból.

## Elterjedés és gazdák
Bár a HMPV-t 2001-ben fedezték fel és azonosították, szerológiai tanulmányok szerint az vagy egy közeli rokona legalább 50 évig már jelen volt. Így nem egyszerűen „átugrott” a madarakról vagy más állati gazdáról az emberekre felfedezése előtt.
2022-ben a legtööbb fertőzés az északi féltekén tél végén, tavasz elején van, de globálisan – minden kontinensen – megtalálható, és elterjedése összetett és dinamikus. Általában lokalizált, és közösségenként jelentősen eltérhet, így egy egy helyen egy évben kimutatott törzshöz legjobban hasonló lehet a következő évben máshol kimutatott törzs. E jelenséget 2001-ben Ausztráliában, Franciaországban 2000-ben és 2002-ben, Izraelben 2002-ben és Hollandiában 2001-ben kimutatott törzsek F-gén alapján kimutatott nagyon közeli rokonságában észlelték. Legalább 2 fő genotípusa van (A és B), melyek közösségekben megjelenő járványokban terjednek, és minden genotípus 2 altípusból áll, de feltehetően egyik törzs se dominál a többi felett, és egyik se okoz változó súlyosságú tüneteket.
Többnyire fertőzött személyektől terjed mások felé köhögéssel és tüsszentéssel kibocsátott részecskékkel, közeli kontakttal (például érintés, kézfogás) és vírussal rendelkező tárgyak érintését követő száj-, orr- vagy szemérintéssel. 2023-ban még nem volt ismert megbízható antivirális terápia kezeléssel vagy oltással, de vannak ígéretes fejlesztések e téren. Egyes oltáskísérletekben kimutatták, hogy az élő, HMPV-F-gén-tartalmú rekombináns humán parainfluenza-vírus indukálhat HMPV-specifikus antitesteket, és megvédheti a kísérleti állatokat a HMPV-től. Egy másik hasonló tanulmány szerint a HMPV-F-gént expresszáló bovinus/humán parainfluenza-vírus 3-kiméra védhet a parainfluenzától és a HMPV-től. E kísérletek több korlátozással rendelkeznek, például kis populációjú állatmodelleket használtak. Így bár az oltások és antivirális kezelések készülnek, a legnagyobb nehézség a korlátozott adatmennyiség a HMPV természetes gazdában való fejlődéséről.

## Terjedés
Valószínűleg szennyezett szekréciókkal terjed csepp-, aeroszol- vagy fomitvektorral. Kórházi fertőzésként is ismert. Ősszel és télen egy altípus évente váltakozó predominanciájával jelenik meg.

## Kezelés
2008-ban nem volt ismert humán gyógyszer ellene. Az RSV kezelésére használt ribavirin állatmodellben hatékonynak bizonyult.
A Moderna klinikai kísérletet végzett egy lehetséges modRNS-vakcinával a metapneumovírus ellen. 2019 októberében az oltásjelölt teljesítette az I. fázist, melynek beszámolói szerint az oltást minden dózis mellett jól tolerálja a szervezet, és immunválaszt okoz, mely növeli a hatástalanító antitestek termelését.

## Evolúció
A humán metapneumovírust először 2001-ben írták le, a madár-metapneumovírus az 1970-es években. Legalább 4 humánmetapneumovírus-ág van, az A1, az A2, a B1 és a B2. A madár-metapneumovírus is 4 csoporttal rendelkezik (A, B, C, D). Bayes-valószínűség-alapú becslések szerint a HMPV 1875–1889 közt alakulhatott ki, és 1800 körül válhatott le a madár-metpaneumovírusról.

## 2024–2025-ös járvány
A Kínai Járványkontroll- és -megelőzési Központ adatai szerint jelentősen nőtt a légúti fertőzések száma 2024. december 16–22. közt, a pozitív tesztek 6,2%-a és a légúti betegség miatti kórházi esetek 5,4%-a a HMPV-vel függött össze, több esettel, mint a Covid19, a rinovírus vagy az adenovírus. Kan Biao, a Nemzeti Terjedőbetegség-irányítási és -megelőzési Központ vezetője szerint a HMPV gyakorisága 15 éven aluliak közt is jelentősen nőtt Kínában. Hongkongban és más országokban, például Malajziában, Kazahsztánban és Indiában is voltak igazolt HMPV-esetek.

## Fordítás
Ez a szócikk részben vagy egészben  a   Human metapneumovirus című angol Wikipédia-szócikk ezen változatának fordításán alapul.  Az eredeti cikk szerkesztőit annak laptörténete sorolja fel. Ez a jelzés csupán a megfogalmazás eredetét és a szerzői jogokat jelzi, nem szolgál a cikkben szereplő információk forrásmegjelöléseként.